# 龙湖桥头公园
龙子湖桥头公园座落于安徽省蚌埠市龙子湖区龙子湖风景区的中部，依傍着安徽省著名湖泊龙子湖。整个公园由南园和北园两部分组成，共有栈桥，沙滩浴场等28个不同特点的景点，成为了蚌埠乃至皖北地区重要的娱乐休闲之所。

## 主要景点
桥头公园面积约25公顷，以龙湖大桥（东海大道）为界划分为南北两部分，两侧通过水上栈道九龙桥相接，桥长531米，通过九龙桥可下穿东海大道，穿行于南北两园。

### 南园

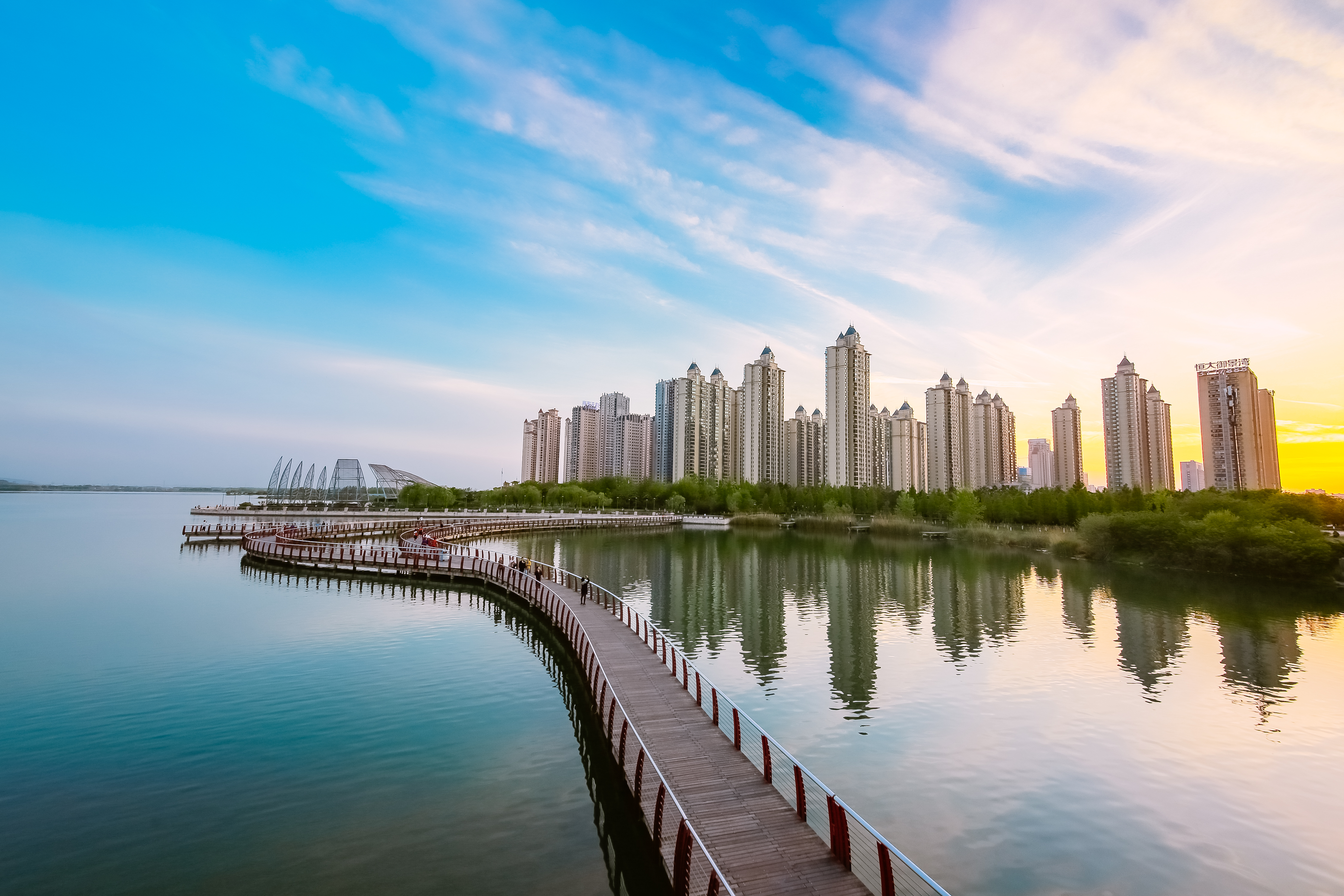
九龙桥和露天剧场

- 湖山在望
- 露天剧场：银白色风帆造型
- 临湖广场
- 竹园

### 北园

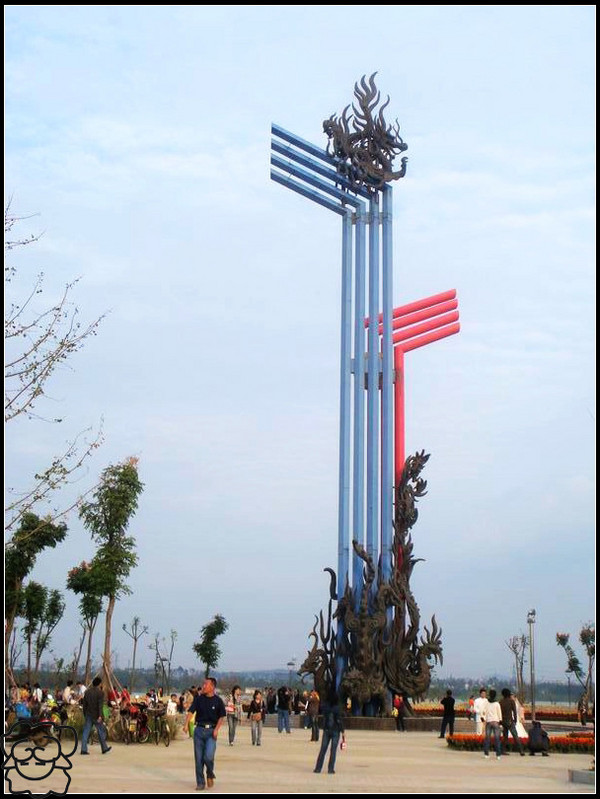
南北气候分界线雕塑

- 俱乐部
- 咖啡馆
- 婚庆广场
- 驳湾
- 绿岛
- 游艇码头
- 南北气候分界线青铜雕塑
- 瞭望广场
- 四季风韵
- 庆典草坪
- 庆典厅
- 艺术廊
- 花好月圆

## 乘车线路
市内乘坐108、117、207、115、122路、128路可直达。

## 附近景点
- 蚌埠烈士陵园
- 汤和墓
- 龙子湖体育公园
- 湖上升明月
- 大明文化园